# Castillo de Orrit
El castillo de Orrit era el castillo medieval, de época románica, del pueblo de Orrit, perteneciente al término municipal de Tremp, en la provincia de Lérida. Sus restos están situados en lo alto del cerro que domina este pueblo, actualmente abandonado.

## Historia
Por su situación estratégica, en la margen izquierda del Noguera Ribagorzana y justo donde empieza, por el sur, el desfiladero de Sopeira, o del Paso de Escales, este castillo fue muy importante en la Alta Edad Media y, en cambio, entró en decadencia a partir del año 1000, sobre todo cuando otros castillos más grandes y modernos, más adecuados para la organización feudal se erguían en estos valles. El de Orrit fue claramente sustituido en su función por el de Sapeira.
Orrit fue centro de un pagus, un tipo de organización territorial heredado de la administración romana, y que pervivió al menos hasta finales del siglo IX, según los documentos, hacia el 871 este título ya no tenía carácter territorial ni político, pero se sigue utilizando hasta el 968, como mínimo.
A menudo se contrapone el pagus de Orrit al término de la Terreta, justo al norte. Es posible que Orrit fuera una avanzada de marca, fronteriza, mientras que la Terreta ya era una zona interior, perfectamente organizada dentro del condado de Pallars.
El territorio de Orrit comprendía su valle y lugares de los valles más cercanos, y se puede establecer una relación entre Orrit y los territorios de influencia eclesiástica del monasterio de Santa María de Alaón, muy cercano, al otro lado de la Noguera Ribagorzana .
A partir del siglo XI Orrit pierde influencia, y comienza la decadencia. A lo largo de la Edad Media estuvo en manos de ramas de las principales familias pallaresas, pero solo ha encontrado un personaje, Ramón Gerbert d'Orrit que utilizara este apellido, el año 1090. En los pactos matrimoniales de Ramón V de Pallars Jussá con su suegro Arnau Mir de Tost, vasallo del conde de Urgel, que había conquistado toda la Conca Dellà, se determinó que el castillo de Orrit, con su término y pertenencias, quedara en manos de Valença, hija del segundo y esposa del primero.
Este castillo, como el de Sapeira, había sido a menudo motivo de discordias entre los dos condes pallareses, hasta que en 1072 Artau I de Pallars Sobirá definió Arén y Orrit como territorios de Ramón V de Pallars Jussá. En el siglo XIII Orrit consta en poder de los Erill, como la mayor parte del antiguo término de Sapeira. Ya en el XIV, Orrit pasó por diversas manos, en calidad de prenda real, hasta que después de pertenecer a los Mur, se encuentra unido al territorio de Talarn. Aunque fue pasando por otras manos, pero en 1632 lo encontramos todavía dentro del territorio del Condado de Erill, título que había alcanzado en aquel momento la antigua baronía de este nombre. Se sabe, sin embargo, que en el siglo XV perteneció directamente a la corona.
En 1831, dentro del Corregimiento de Talarn, consta el castillo y valle de Orrit en manos de la familia García.

## Arquitectura
Del castillo, queda poca cosa. Prácticamente sólo la base de una torre cuadrada y dos depósitos excavados en la roca. La torre medía entre 4,1 m y 4,75 m de lado, con muros hechos con sillares regulares y pequeños o de otros rectangulares más largos, formando hileras muy regulares y unidos con mortero de cal (habitualmente dispuestos horizontalmente, salvo algunos que lo son de forma vertical). De uno de los ángulos arranca hacia levante una pared de 140 cm de espesor, que debía corresponder a una sala. Todo este conjunto es datable ya en el siglo XI.
Los depósitos excavados en la roca son, verosímilmente, anteriores, y podrían pertenecer al castiello carolingio, que, en buena parte, podía estar hecho de madera. Junto a los depósitos se ven claramente agujeros y encajes para insertar estructuras de madera.